# Parafia Najświętszego Serca Pana Jezusa w Grabowie Królewskim
Parafia Najświętszego Serca Pana Jezusa w Grabowie Królewskim jest jedną z 10 parafii leżącą w granicach dekanatu miłosławskiego. Erygowana w XV wieku.

## Dokumenty
Księgi metrykalne: 
- ochrzczonych od 1945 roku
- małżeństw od 1945 roku
- zmarłych od 1945 roku